# Meso-economie
Meso-economie, of anders gezegd de economie op mesoniveau, is het onderdeel van de economie dat bedrijfstakken en economische sectoren betreft. 
Als zodanig wordt meso-economie onderscheiden van economie op microniveau en die op macroniveau, die over de economie van afzonderlijke bedrijven en gezinnen respectievelijk de economie in haar geheel gaan.